# Seidu Yahaya
Seidu Yahaya (* 31. Dezember 1989 in Accra) ist ein ehemaliger ghanaischer Fußballspieler.

## Karriere
Yahaya kam im Sommer 2008 im Alter von 18 Jahren nach Europa, als er zum griechischen Zweitligisten Anagennisi Karditsa wechselte. Dort eroberte er sich einen Stammplatz im Mittelfeld und schaffte mit seinem Klub auf dem 15. Platz liegend knapp den Klassenerhalt. Anschließend verpflichtete ihn der griechische Spitzenklub AEK Athen. Dort konnte er sich jedoch nicht durchsetzen und kam in der Saison 2009/10 nur auf drei Einsätze. Im Sommer 2010 verließ er den Klub wieder und war ein halbes Jahr ohne Engagement, ehe er Anfang 2011 beim israelischen Erstligisten Maccabi Haifa anheuerte. Dort konnte er mit der Meisterschaft 2011 seinen ersten Titel gewinnen. In der darauffolgenden Spielzeit kam er in fast allen Ligaspielen seines Klubs zum Einsatz und spielte mit seinem Klub nach verpasster Champions-League-Qualifikation in der Europa League (u. a. gegen den FC Schalke 04), schied dort aber in der Gruppenphase aus.
Im Sommer 2012 wechselte Yahaya zum rumänischen Erstligisten Astra Giurgiu. Dort wurde er auf Anhieb zum Stammspieler und beendete mit seiner Mannschaft die Saison 2012/13 auf dem vierten Platz, was die Europa-League-Qualifikation bedeutete. In der Spielzeit 2013/14 verpasste er die ersten zehn Spiele, konnte mit seinem Team den Erfolg der Vorsaison noch überbieten, als in der Liga die Vizemeisterschaft hinter Steaua Bukarest erreicht und der rumänische Pokal gewonnen wurde. Im Sommer 2015 wechselte er zum moldauischen Rekordmeister Sheriff Tiraspol, mit dem er die Meisterschaft 2016 und 2017 gewinnen konnte. Der FC Dinamo Minsk war seine nächste Station; ein Zwischenspiel seines zweijährigen Aufenthaltes bildete eine kurze Leihe nach Saudi-Arabien. 2020 war der lettische Verein FK Liepāja seine letzte Station; hier gelang ihm mit der Mannschaft der Pokalsieg.

## Erfolge
- Israelischer Meister: 2011
- Moldauischer Meister: 2016, 2017
- Rumänischer Pokalsieger: 2014
- Lettischer Pokalsieger: 2020